# Pico Salomão
O Pico Salomão é uma elevação portuguesa localizada no concelho de Ponta Delgada, ilha de São Miguel, arquipélago dos Açores.
Este acidente geológico tem o seu ponto mais elevado a 254 m de altitude. Nas suas imediações encontra-se a localidade da Fajã de Cima, o Pico dos Bodes e o Pico das Contendas localiza-se a 6 km  a noroeste do Pico da Lima e a aproximadamente 10 km, também a Noroeste do Pico do Fogo, localizado na Lagoa. 
Devido à sua localização, próxima da cidade de Ponta Delgada deu o nome a um dos principais bairros residências desta cidade.